# Avril en droit
| ← Avril → |    |    |    |    |    |    |
| 1er       | 2  | 3  | 4  | 5  | 6  | 7  |
| 8         | 9  | 10 | 11 | 12 | 13 | 14 |
| 15        | 16 | 17 | 18 | 19 | 20 | 21 |
| 22        | 23 | 24 | 25 | 26 | 27 | 28 |
| 29        | 30 |    |    |    |    |    |

## 4 avril
- 1949 : création de l'Organisation du traité de l'Atlantique nord (OTAN).

## 5 avril
- 1832 : naissance de Jules Ferry, à Saint-Dié ( Vosges, France), avocat et homme politique français auteur des lois instituant l'instruction obligatoire.

## 8 avril
- 1857 : naissance à Farmdale dans l'Ohio (États-Unis) de Clarence Darrow, avocat américain (décédé le 13 mars 1938 à Chicago).

## 19 avril
- 1973 : décès à Orinda, Californie de Hans Kelsen, juriste américain d'origine autrichienne (né le 11 octobre 1881 à Prague, Tchécoslovaquie).

## 26 avril
- 1802 (6 floréal an X) : un sénatus-consulte accorde l'amnistie aux émigrés et décide de la restitution de leurs biens non vendus.

## 30 avril
- 1803 : signature du traité cédant la Louisiane française aux États-Unis d'Amérique. Le traité est signé à Paris d'une part par les Américains Robert Livingston et James Monroe et d'autre part par les Français François Barbé-Marbois et Michael Ryan Toussaint. Le président américain, Thomas Jefferson, l'annoncera officiellement le 4 juillet (Independence day). Le traité sera ratifié le 20 octobre par les parlementaires américains, qui autoriseront le Président à y organiser un gouvernement militaire provisoire à partir du 31 octobre.